# Joseph-Dominique de Chabrillan
Pour les autres membres de la famille, voir Guigues de Moreton de Chabrillan.
Joseph-Dominique de Moreton, marquis de Chabrillan, né le 8 août 1744, mort à Saint-Valery dans la Somme le 9 mars 1793, est un général de brigade de la Révolution française. 
Officier de cavalerie, il commande notamment l'École des carabiniers (future École de cavalerie de Saumur), devient ensuite maréchal de camp.

## Biographie

Armes des Chabrillan.

Joseph-Dominique de Moreton de Chabrillan est le fils de François César de Moreton de Chabrillan, marquis de Chabrillan, maréchal de camp, et de Marie Catherine Louise d'Astuaud de Murs.
Joseph Dominique entre dans l'armée en janvier 1760, à 16 ans, dans les gardes du prince de Conti et en mars 1762, il est lieutenant réformé à la suite dans le régiment de Chabrillan. En avril 1763, il devient sous-lieutenant au régiment de Montecler dragons. 

### Officier supérieur
Chabrillan est nommé major au régiment de Conti-Infanterie, et sert ensuite au régiment de Barrois. Il est nommé colonel.
Il est nommé premier écuyer de la comtesse d'Artois en 1773. Les dames de la cour le surnomment le gros chat.

### Commandant l'École des carabiniers
Succédant au marquis de Poyanne, il dirige l'École des carabiniers (future École de cavalerie de Saumur) de 1770 à 1782,,. Il devient marquis à la mort de son père en 1776. Chevalier de Saint-Louis en 1778, nommé brigadier le 1er mars 1780, il est commandeur de l'Ordre de Saint-Lazare de Jérusalem en juillet 1783.

### Général
Il devient maréchal de camp en janvier 1784. Sous la Révolution, il est général de brigade.
Il meurt à Saint-Valery le 9 mars 1793.

### Distinctions
- Chevalier de Saint-Louis en 1778[1].
- Commandeur de l'Ordre de Saint-Lazare de Jérusalem[1].

### Famille

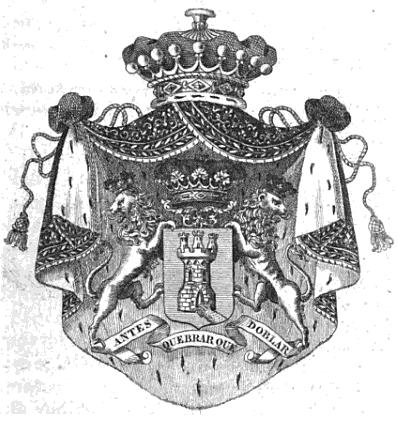
Armoiries des Moreton de Chabrillan

Joseph Dominique de Chabrillan est issu de la branche aînée des Guigues de Moreton de Chabrillan, titrée marquis de Chabrillan par Louis XIV.
Il épouse le 18 novembre 1766 Innocente-Aglaé de Vignerot du Plessis-Richelieu d'Aiguillon, fille de Emmanuel-Armand de Vignerot du Plessis, duc d'Aiguillon, lieutenant général des armées, gouverneur de Bretagne, puis ministre des affaires étrangères et de la guerre, et de Louise-Félicité de Brehan, comtesse de Plélo,. 
- Ils ont notamment comme enfants[9],[1] :
  - Hippolyte-César de Chabrillan (1767-1835), marquis de Chabrillan, lieutenant-colonel, député royaliste sous la Restauration.
  - Pierre-Charles-Fortuné de Chabrillan (1771-1817), comte de Chabrillan, colonel de cavalerie.

## Sources bibliographiques
- « Chabrillan (Joseph-Dominique de Moreton, marquis de) » dans Dictionnaire de biographie française, vol. 8, Paris, 1959 [détail des éditions] , col. 149.
- « Moreton-Chabrillan, Joseph-Dominique », dans Adolphe Rochas, Biographie du Dauphiné : contenant l'histoire des hommes nés dans cette province..., tome 2 (L-Y), Paris, Charavay, 1860, p. 171 [Lire en ligne dans la Biographie du Dauphiné].
- « de Moreton de Chabrillan » dans Lainé, Archives généalogiques et historiques de la noblesse de France, ou Recueil de preuves..., Paris, Lainé, 1841, tome 7, biographie de Joseph-Dominique en pages 50-51 des 75 pages sur cette famille, classée à la lettre M [lire en ligne].